# Turismo na Estônia
A Estônia integra com a Lituânia e a Letônia os chamados Países Bálticos, sendo dos três o menor e o localizado mais ao norte.

## Noroeste

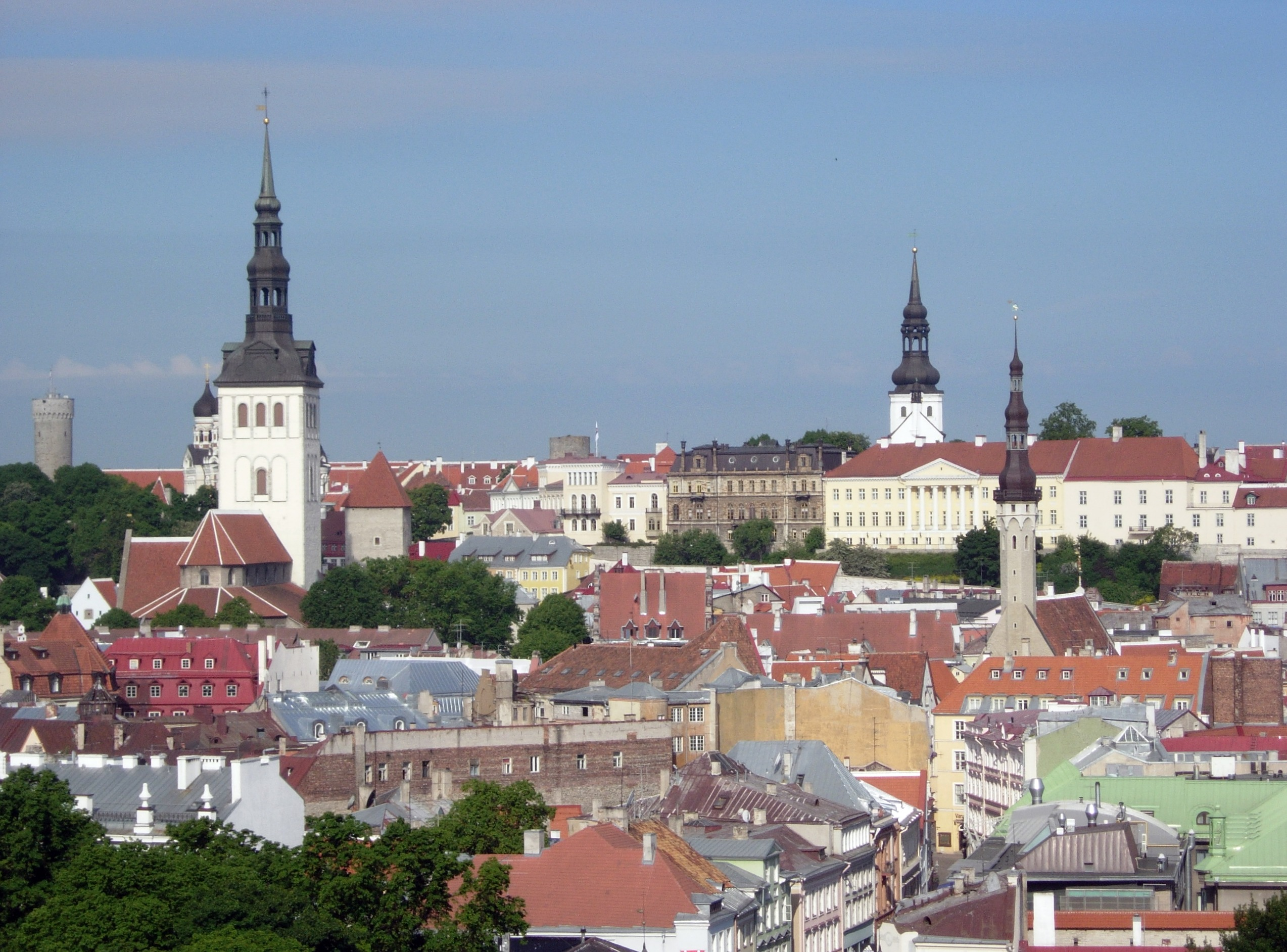
Vista da Cidade Velha, em Tallinn, a parte turística da cidade e mais visitada da Estônia.

O local turístico mais significativo do país é a capital Tallinn, uma cidade que mantém toda a sua característica medieval com a catedral, os muros de proteção da cidade e românticas ruelas e becos bem como uma rede de transportes com ligação para Rostock, Suécia e Finlândia. Em Tallinn está à disposição do turista uma estrutura bem desenvolvida com todo o tipo de categorias de hospedagem e ofertas gastronômicas. Tallinn nos últimos anos tem crescido em importância dentre as cidades turísticas da Europa, apesar de já há muito tempo ela vir sendo a preferida dos turistas finlandeses para compras e trabalho. Especialmente ela tornou-se bem mais conhecida após a realização do Festival Eurovisão da Canção ocorrido na cidade. Este fato somado a melhora do desempenho da economia do país e o ingresso da Estônia na UE fortaleceu ainda mais o setor de turismo.

## Nordeste

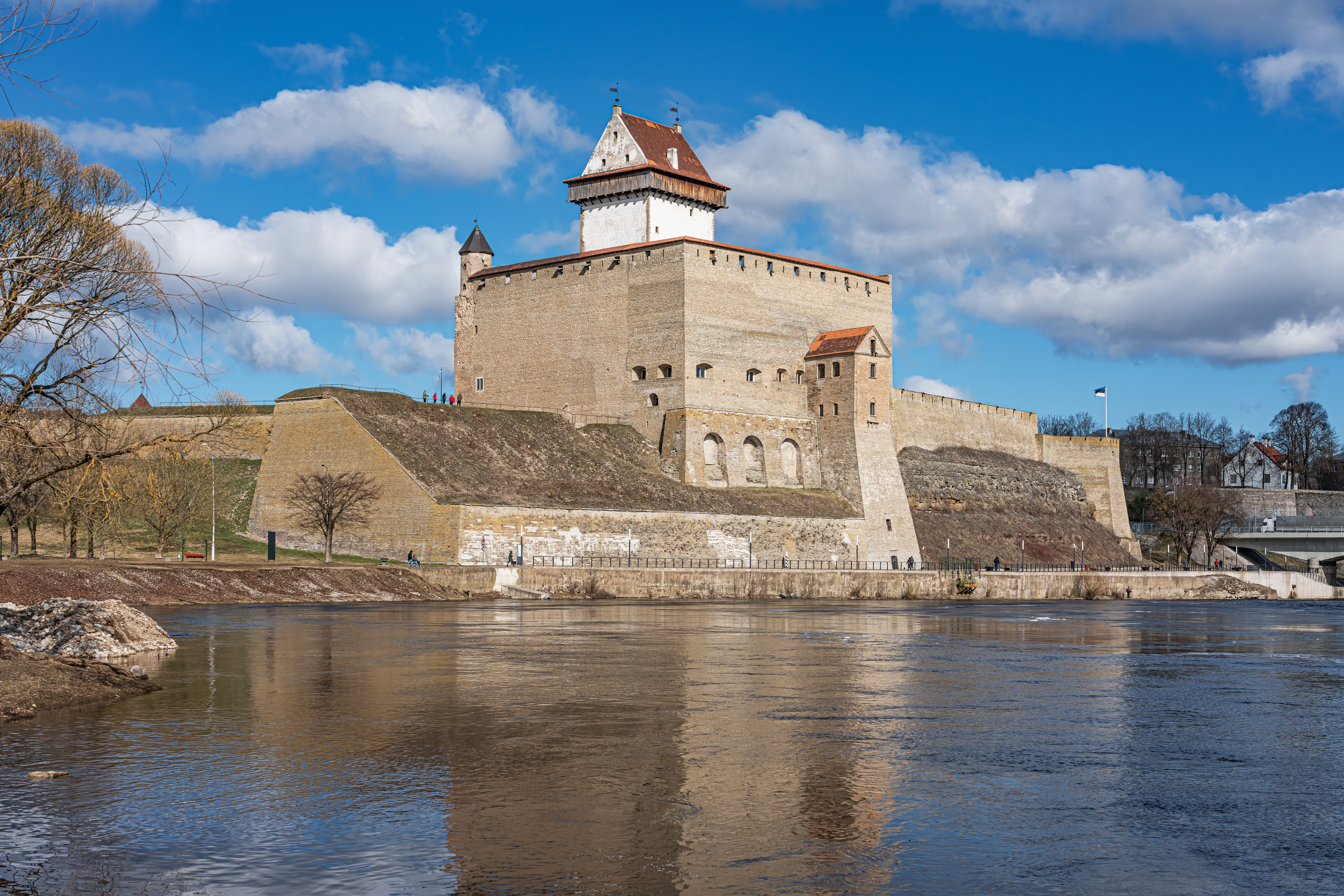
Fortaleza de Narva, parte do complexo no qual também faz parte o castelo de Narva, atração turística da cidade.

Um dos maiores castelos da Europa Setentrional está localizado em Narva, às margens do rio de mesmo nome, que faz a divisa entre a Estônia e a Rússia. O nordeste do país na fronteira com a Rússia é a parte mais pobre do país, e representa apenas um papel secundário para o turismo.

## Sudoeste

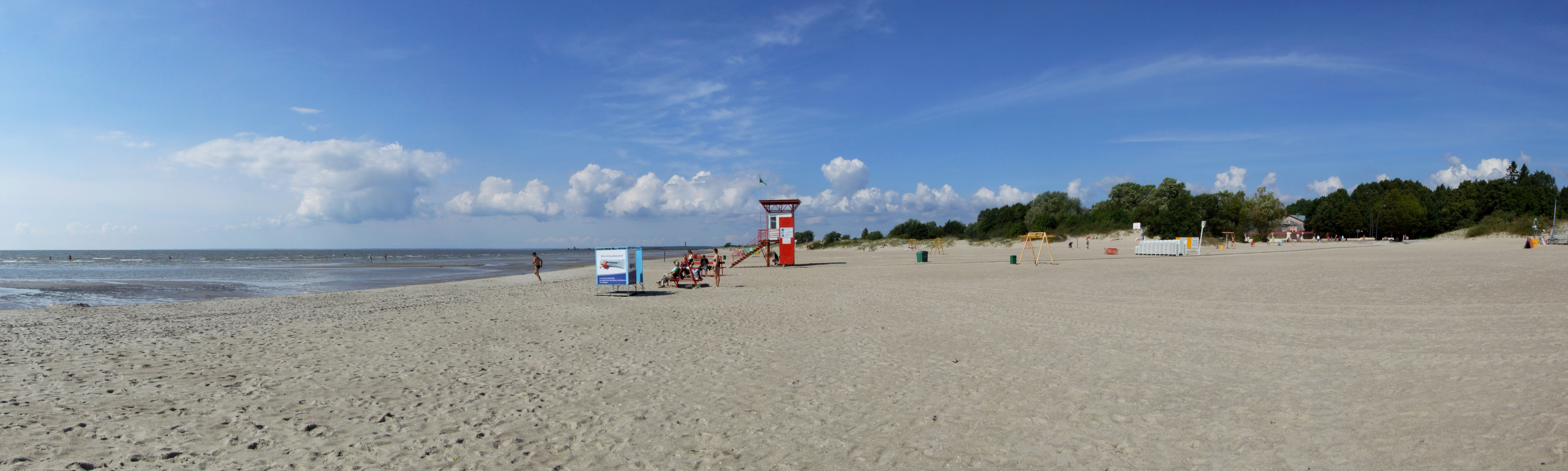
Praia de Pärnu, atração muito visitada localmente. No verão Pärnu tem um clima que se assemelha ao mediterrâneo.

O sudoeste da Estônia juntamente com a capital Tallinn são os pontos altos do turismo. No sudoeste da Estônia ficam as ilhas como Saaremaa, Muhu e Hiiumaa e as cidades costeiras e portuárias de Pärnu e Kuressaare. Nessa região destaca-se principalmente o turismo às ilhas da Estônia, muito apreciado pelos turistas do oeste europeu. Ao longo dessa região costeira encontram-se muitos locais para a prática do Camping e uma grande rede de hotéis.

## Sudeste

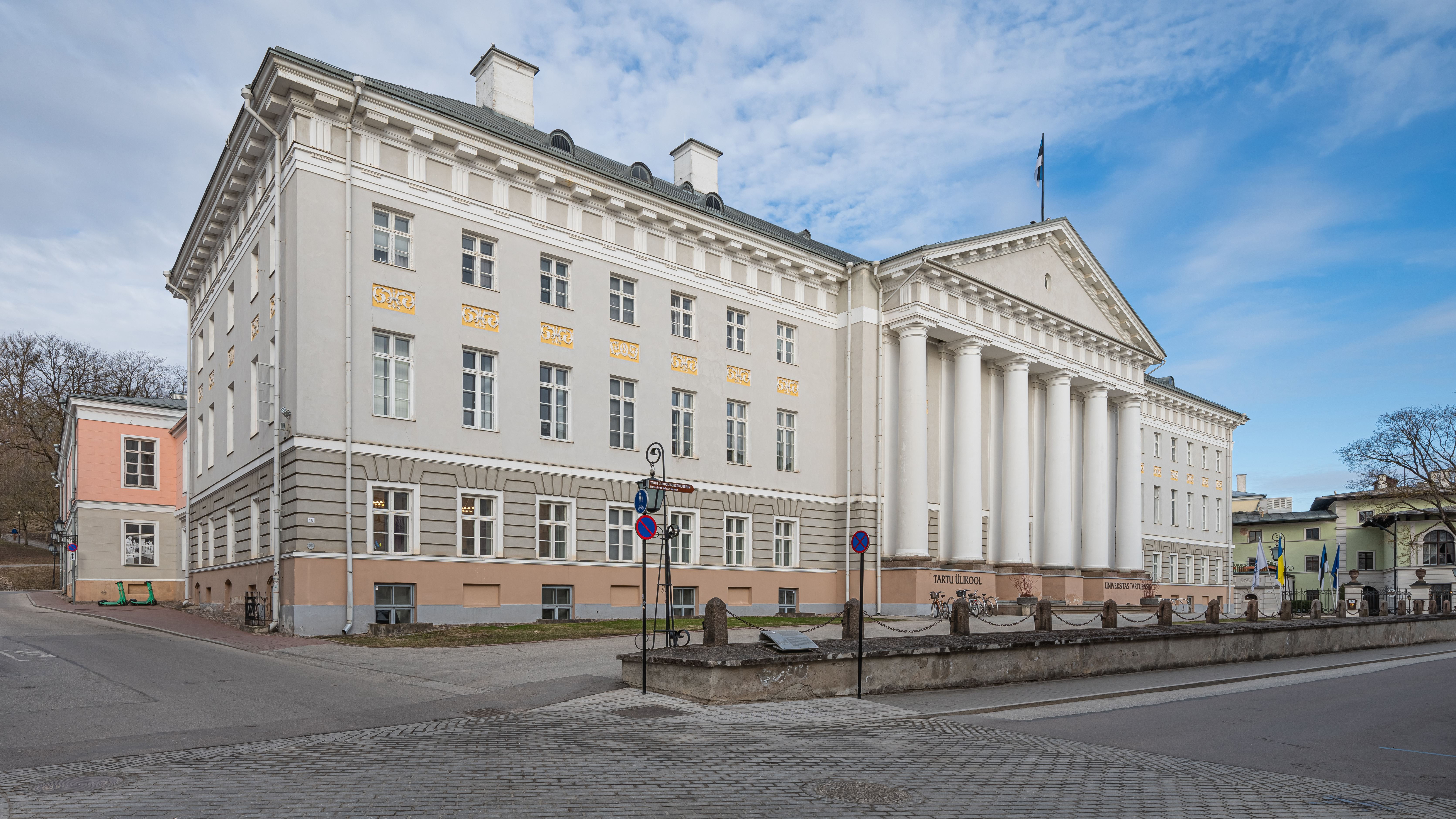
Universidade de Tartu, prédio histórico da década de 20 e base da importância da cidade.

A sudeste de Tallinn fica a antiga cidade universitária e a segunda maior cidade da Estônia, Tartu, com o seu centro histórico e lagos como o Peipus (o terceiro maior lago da Europa). Essa região representa para o turismo apenas um papel secundário, restando apenas a cidade Tartu como ponto turístico devido ao seu fácil acesso a partir de Tallinn com linhas diárias de ônibus e estradas de rodagens bem conservadas.